# Cucina componibile

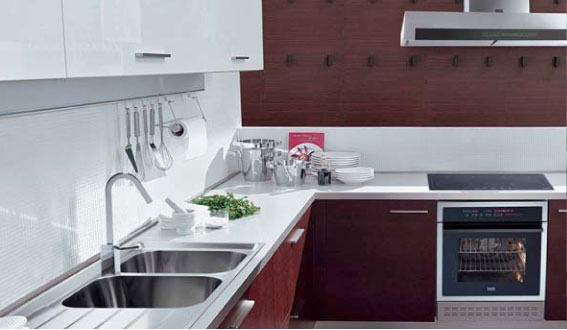
Esempio di cucina componibile

Con il termine cucine componibili si intende quella categoria di mobili, atti ad arredare una stanza di una casa/appartamento, dove normalmente venga svolta l'attività culinaria.
Peculiarità di queste cucine la loro adattabilità agli spazi, data dalle numerose misure dei moduli che la compongono.
15, 30, 45, 60 e 90 cm sono le misure più comuni, ai quali si aggiungono le misure speciali che ogni marchio decide di adottare.
Mentre nelle cucine lineari lo sviluppo non prevede particolari difficoltà, così non è per le cucine angolari. Queste ultime prevedono infatti la misurazione dei gradi degli angoli per verificare che non esistano dei fuori squadro.

## Storia

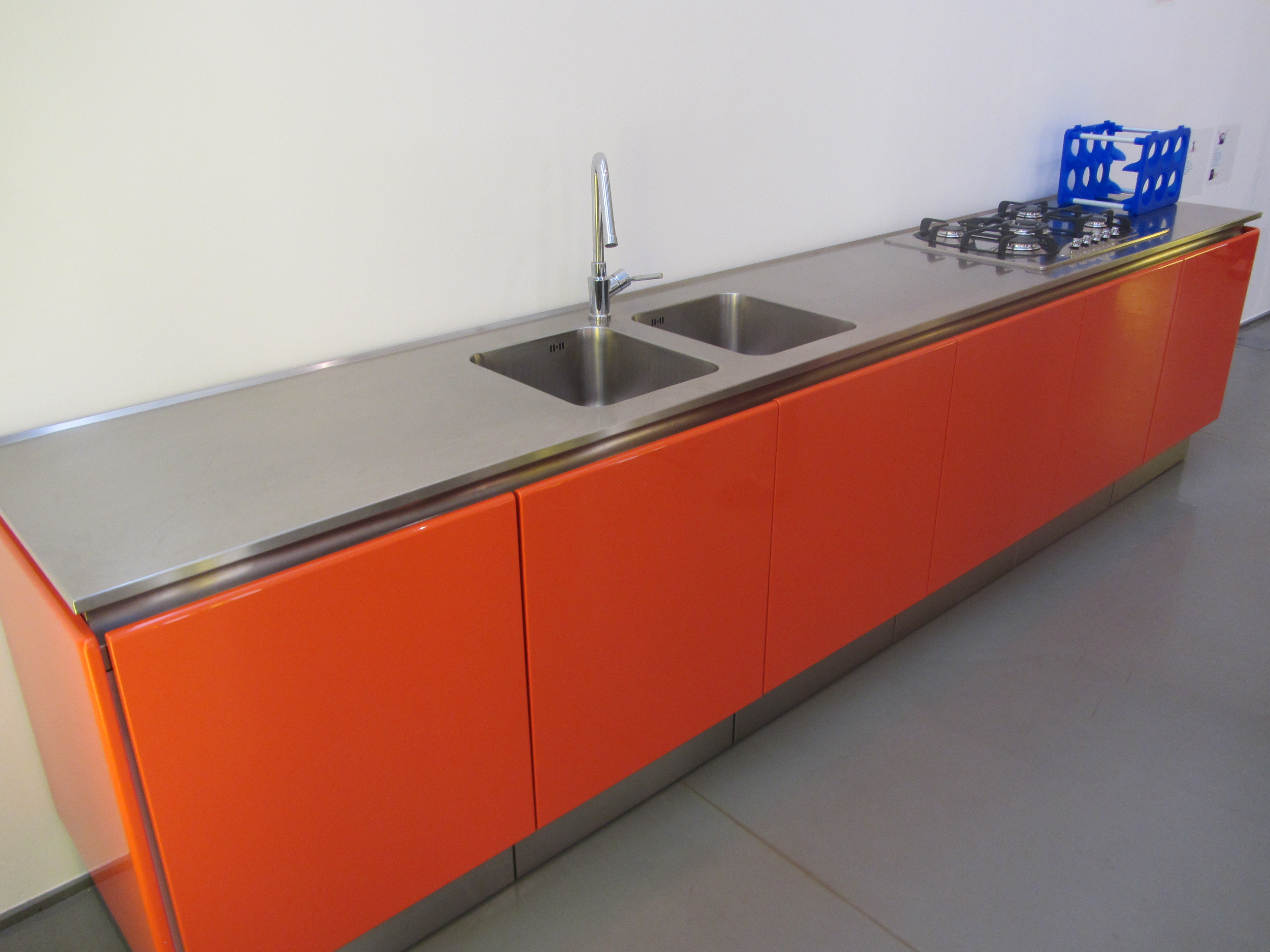
La Cucina E5 di Zanuso (1966), primo esempio di ambiente culinario vivibile

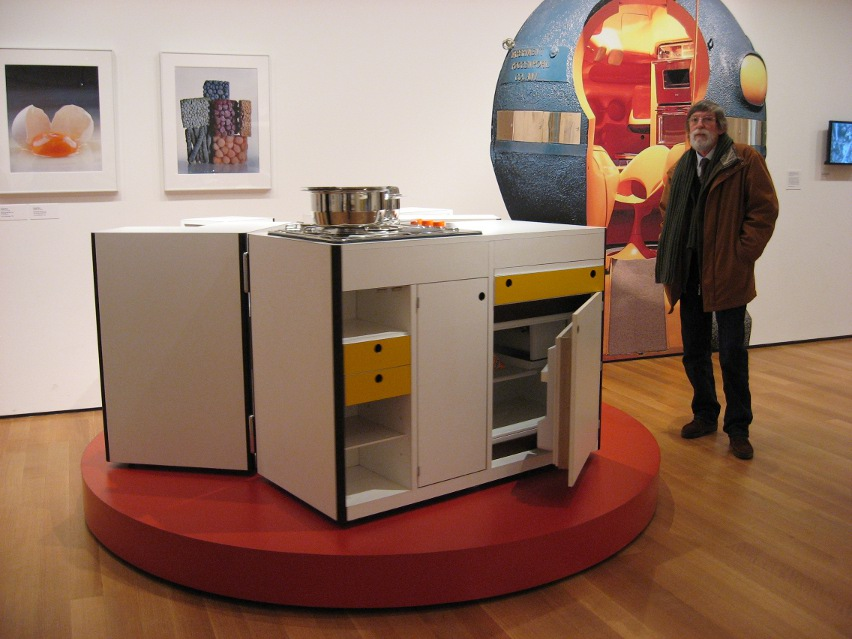
Virgilio Forchiassin nel 2011 al MoMA a fianco al modulo Spaziovivo di Snaidero

Il primo esempio di cucina componibile come la intendiamo oggi fu la Cucina E5 realizzata da Marco Zanuso nel 1966 per l'azienda italiana Elam; fu un modello che rivoluzionò radicalmente lo spazio culinario rendendolo un vero e proprio spazio abitabile. Fino a quel momento la cucina era solo un luogo adibito alla cottura del cibo, non era quindi un luogo della casa considerato vivibile, per le cui attività vi erano la sala da pranzo ed il soggiorno.
Nel 1968 Virgilio Forchiassin progetta Spaziovivo, prima rivoluzionaria cucina a isola centrale, per il mobilificio Snaidero di Majano.

Dal 1972 la cucina fa parte della mostra permanente del  Dipartimento di Architettura e Design del MoMA (Museum of Modern Art) di New York (num. cat. 422.1972).

«Questa cucina mobile e incernierata su ruote incorpora un fornello, un piccolo frigorifero, un tagliere estraibile e una sorprendente abbondanza di spazio di archiviazione», è stata definita come «una cucina dai risvolti profondi, in grado di rivoluzionare il modo di utilizzare lo spazio e le relazioni familiari, grazie alle sue soluzioni innovative». 

Realizzata con un modulo in acciaio, laminato plastico e compensato è stata presentata a Milano al VIII Salone del Mobile nel settembre 1968, a Parigi al Salone internazionale del Mobile organizzato nei padiglioni d'esposizione di Porte de Versailles nel gennaio del ’69 e, successivamente, ai magazzini Matsuya di Tokyo, in una rassegna dei maggiori designers scelti su scala mondiale.
 
Dal 15 settembre 2010 al 14 maggio 2011 il MoMA rimarca l’importanza del progetto cucina “Spaziovivo” nella storia del design del Novecento riproponendola nella mostra dal titolo: "Counter Space: Design and the Modern Kitchen".

## Il contesto
Tali mobili vengono definiti "componibili" in quanto, selezionando e combinando diverse tipologie di elementi (cassettiere, mobili ad anta, colonne per incasso elettrodomestici), viene creata una "composizione" che si adatta alle diverse esigenze e tipologie di stanze che si desidera arredare.
Le strutture interne vengono offerte in misure abbastanza standardizzate (profondità 60cm, larghezza in multipli di 10cm, da 30 a 80cm). Il materiale più comune utilizzato per le scocche è un pannello truciolare nobilitato melaminico.
La variabilità dell'offerta sta tutta nelle parti a vista, ossia le ante, il piano di lavoro detto anche top (dall'inglese countertop) e gli accessori.
Le ante possono essere realizzate in
- legno composito rivestito (carta, laminato, polimerico)
- legno composito verniciato o laccato
- legno composito impiallacciato legno (tranciato)
- legno massello o massiccio

Sebbene le ante laccate rimangano un trend intramontabile nella fascia media, negli ultimi anni vengono proposti interessanti abbinamenti ai tradizionali materiali di supporto. È il caso del vetro o dell'alluminio. In tempi ancora più recenti, si è visto l'impiego di lastre acriliche, gres porcellanato o nuovi materiali ecosostenibili.
Il piano di lavoro può essere realizzato in
- pietra naturale (marmo, granito, pietra lavica ecc.)
- compositi di pietra e resina (fragranite, ochite)
- acciaio
- vetro
- ceramica o mattonelle
- legno naturale
- legno composito rivestito

## Cucine componibili in finta muratura
Per cucine componibili in finta muratura s'intendono quelle cucine che, pur essendo componibili, sono uguali in tutto e per tutto a cucine in muratura. Le strutture interne vengono realizzate in multistrato marino (legno) che viene ricoperto da mattonelle in gres porcellanato.
Il multistrato marino è un materiale resistente all'acqua e viene usato anche nella costruzione di barche.
I top (i piani della cucina) possono essere realizzati in pietra lavica ceramizzata e possono essere anche decorati a mano con qualsiasi tipologia di decoro.
Il top in pietra lavica si distingue dal top in mattonelle per la sua resistenza al carico, al calore, all'umidità, agli urti e per l'assenza di fughe, dato che il piano viene realizzato con lastre di misura personalizzabili. 
Si distinguono dalle cucine in muratura per la capacità di poterle smontare e rimontare in un altro luogo, non assorbono umidità e non richiedono alcuna manutenzione da parte di chi cucina.